# Râul Zizinaș
Râul Zizinaș este un curs de apă, afluent al râului Zizin. 